# アンドレアポリ
座標: 北緯56度39分 東経32度16分 / 北緯56.650度 東経32.267度

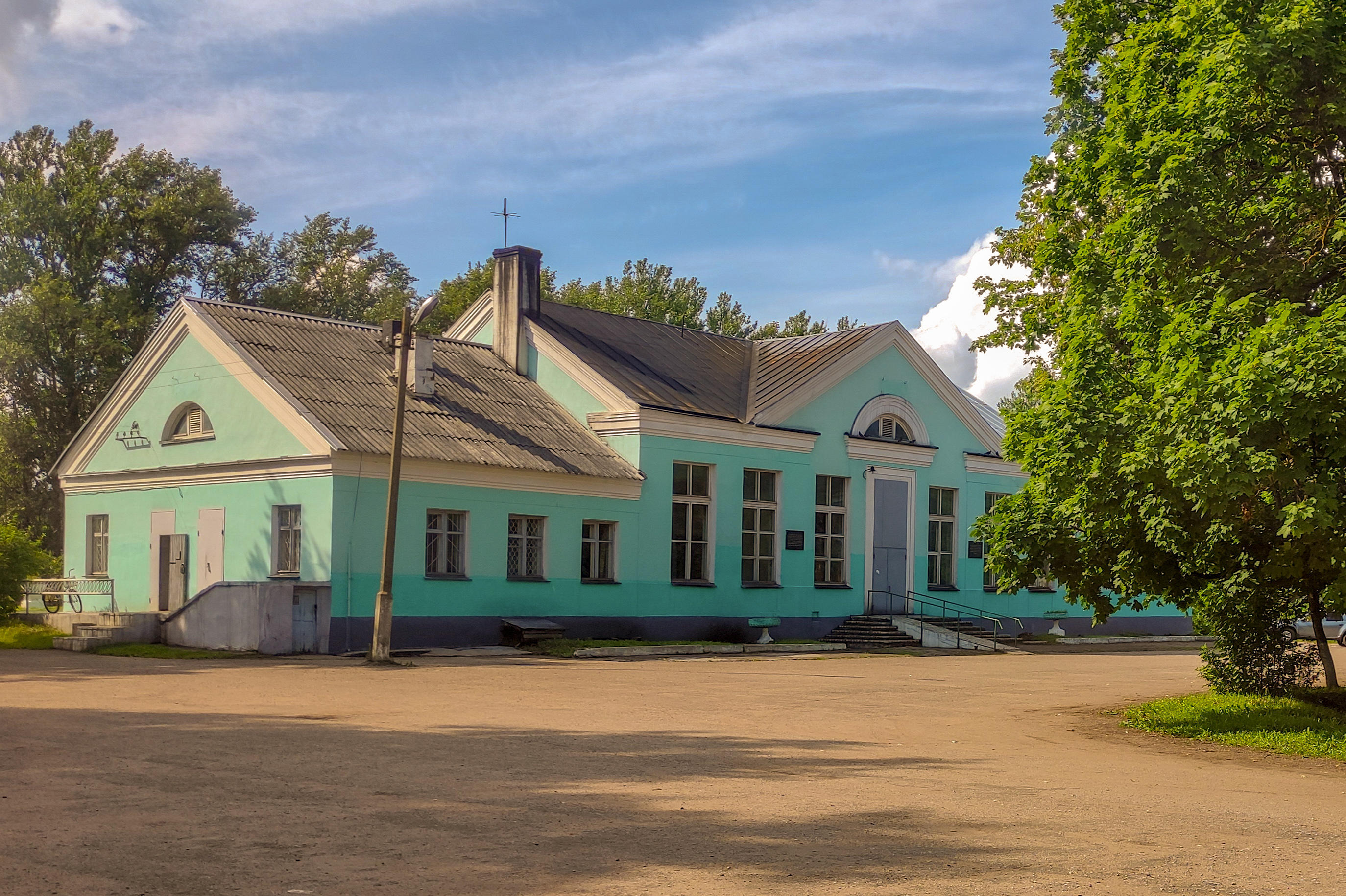

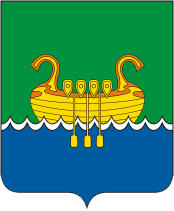
アンドレアポリの紋章

アンドレアポリ（アンドレアーポリ、ロシア語: Андреа́поль, Andreapol）は、ロシアのトヴェリ州にある町。人口は6,956人（2021年時点）。モスクワから西へ550キロメートル。州都トヴェリからは西へ280キロメートル。ヴァルダイ丘陵のただなかにあり、バルト海へ流れる西ドヴィナ川上流に位置する。ロシア空軍の迎撃戦闘機基地・アンドレアポリ空軍基地の所在地。
西ドヴィナ川左岸のアンドレアポリからは対岸にあたるドゥブナの村は、年代記の1489年の条に初出する。アンドレアポリの位置には17世紀から集落があり、1783年にアンドレヤノ・ポーレ（アンドレイの原）と改名し、その後何度か改名した。1907年、この地にボロゴエとヴェリーキエ・ルーキを結びベラルーシへ伸びる鉄道が開通し駅ができて以来アンドレアポリは大きくなり、1928年にはドゥブナも併合した。第二次世界大戦では、駅と集落が1941年秋から1942年冬までドイツ軍に占領されていた。1967年にアンドレアポリは市となった。
アンドレアポリを中心とするアンドレアポリスキー地区は70%が森林に覆われている。このため、林業と製材が町の主な収入源となっており、大きな製材工場がある。その他の産業は農業とその関連産業、窯業である。